# Représentation duale
Pour les articles homonymes, voir Dualité (mathématiques) et Dualité.
En algèbre, si ρ est une représentation de groupe ou une représentation d'algèbre de Lie sur un espace vectoriel V, on définit sa représentation duale ou représentation contragrédiente ρ* sur le dual V* de V.
- Si ρ est une représentation d'un groupe G, alors ρ* est la représentation de G définie par[1] :pour tout élément g de G, ρ*(g) est la transposée de ρ(g-1).
- Si ρ est une représentation d'une algèbre de Lie {\displaystyle {\mathfrak {g}}}, alors ρ* est la représentation de {\displaystyle {\mathfrak {g}}} définie par[2] :pour tout élément u de {\displaystyle {\mathfrak {g}}}, ρ*(u) est la transposée de - ρ(u).

Pour une représentation unitaire, la représentation duale est équivalente à la représentation conjuguée.

## Généralisations
- À partir de deux représentations (ρ1,V1) et (ρ2,V2) d'un groupe G, on définit une représentation Hom(ρ1,ρ2)=ρ de G sur Hom(V1,V2) en posant[3] :pour tout élément g de G et tout élément f de Hom(V1,V2), ρ(g)(f)=ρ2(g)∘f∘ρ1(g-1).
- Un module sur un anneau (vu comme représentation de cet anneau sur un groupe abélien) n'a pas de représentation duale en général, mais un module sur une algèbre de Hopf en a une.